# Gurania plumosa
Gurania plumosa är en gurkväxtart som beskrevs av Henry Hurd Rusby. Gurania plumosa ingår i släktet Gurania och familjen gurkväxter. Inga underarter finns listade i Catalogue of Life.